# Kota Ogi
Kota Ogi (荻 晃太 Ogi Kota?), född 5 maj 1983 i Gifu prefektur, är en japansk fotbollsspelare.
Ogi började sin karriär 2002 i Vissel Kobe. Efter Vissel Kobe spelade han för Omiya Ardija, FC Tokyo, Ventforet Kofu och Nagoya Grampus. Han avslutade karriären 2019.